# Bluffs
Bluffs är en by i Scott County i den amerikanska delstaten Illinois med en folkmängd, som uppgår till 748 invånare (2000). Den har enligt United States Census Bureau en area på totalt 3 km², allt är land.

## Kända personer från Bluffs
- William B. Pine, politiker